# 小華特·懷特

華特·哈特威爾·懷特 二世（英語：Walter Hartwell White Jr.），綽號福林（Flynn），是美劇《絕命毒師》中的虛構角色，由演員RJ·米特飾演。他是主角華特·懷特和史凱勒·懷特的兒子。小華特出生時被診斷為腦性麻痺，因此他面臨語言困難和運動障礙，並且需要使用拐杖來幫助行走。
隨著劇情發展，小華特漸漸發現父親華特的雙重生活，並對父親的行為感到困惑與心碎。他的妹妹是霍莉·懷特，他還有一位舅舅——漢克·史瑞德，劇中，他與漢克的互動對其影響深遠。